# Xylinissa bucephalina
Xylinissa bucephalina là một loài bướm đêm trong họ Noctuidae.